# Йенский вазописец
Йенский вазописец — анонимный греческий вазописец, работал в Афинах около 400 до н. э. Ему принадлежат преимущественно киликсы в технике краснофигурной вазописи.
Его стилистическая и хронологическая позиция впервые была определена исследователем классической археологии Джоном Д. Бизли. Бизли же выбрал для него и условное название Йенский вазописец, поскольку подавляющая часть сохранившихся произведений вазописца находятся во владении Университета Йены, хотя 91 ваза авторства Йенского вазописца (большинство известных работ) обнаружены в 1892 году в Керамикосе — квартале гончаров Древних Афин. Вазы Йенского вазописца экспортировались далеко за пределы Афин, например, в Этрурию и Северную Африку.
Исследователи считают, что Йенский вазописец имел двух помощников, работы которых обозначаются как В-стиль и C-стиль соответственно. Йенский вазописец исполнял центральные фигуры, а помощник В-стиля — внешнюю отделку. Работа помощника С-стиля известна только по одному скифосу и фрагменту вазы. В отличие от своих помощников, Йенский вазописец владел собственным великолепным стилем и техникой тщательной прорисовки фигур.
Исследователи также считают, что в одной мастерской с Йенском вазописцем работали вазописец Q и вазописец Диомеда.